# Таисия Повалий
Таисия Николаевна Повалий (на украински: Таїсія Миколаївна Повалій) е украинска певица и актриса, заслужила артистка на Украйна (1996), народна артистка на Украйна (1997).
Избрана за народен представител на изборите през 2012 г. от Партията на регионите. Заедно с още 19 членове напуска парламентарната група на партията на 3 юни 2014 г.

## Биография
Родена е на 10 декември 1964 г. в село Шамраивка, Сквирски район, Киевска област, Украинска ССР, СССР. Когато навършва 3 години, нейните родители се местят в град Била Церква (на 80 км от Киев).
Завършва музикалното училище в града и постъпва в най-доброто музикално училище в Киев – „Райнолд Глиер“ в диригентско-хоров клас. Едновременно се занимава и с академичен вокал. Преподавателите ѝ не допускали естрадна музика, за да не се „повредят“ вкусовете на младото дарование. Позволявали ѝ да пее само романси и арии. По онова време всичките ѝ преподаватели, семейство и приятели били уверени, че Тая ще бъде оперна певица.
След като завършва „Глиер“, Тая започва работа в Киевския държавен мюзикхол – в началото с група, а след време и като солистка. Там получава огромен сценичен опит, правейки на ден по 2-3 концерта. През декември 1992 г. Таисия се запознава с барабаниста Игор Лихута и тази среща става съдбоносна не само за нейната творческа кариера, но и за нейния личен живот.
През 1990 г. Таисия Повалий побеждава в конкурса на Държавната телевизия и радио на СССР „Нови имена“. По онова време Тая участва в много конкурси, но в никой не печели голямата награда, макар че всички признават нейния талант и професионализъм.
Когато в декември 1992 г. се срещат с Игор Лихута (в това време той със своя група свири на кораби, плаващи между Полша и Швеция), той ѝ предлага да работи в неговата група като певица. Тая отказва и с това тяхната среща приключва. Но нежната малка гласовита украинка вече е влязла в ума на барабаниста и когато в март 1993 г. те отново се срещат на снимките за шоу по случай 8 март, Лихута предлага на Тая да работи като неин продуцент. Тая, която до този момент навсякъде ходи сама, се съгласява. И в май 1993 вече в екип Тая получава Гран при и първа награда на конкурса „Владимир Ивасюк“ в Чернивци. В юли същата година тя печели и Гран при на Международния фестивал „Славянски базар“ в Витебск, Беларус. В него едно от светилата на руската музика Игор Николаев изразява своето огромно възхищение и искрено недоумение – защо в един конкурс за млади изпълнители участва тази талантлива и професионална певица. От този фестивал насетне вече всички наричат Тая „Златният глас на Украйна“. На следващата година (1994) Таисия получава наградата за най-добра певица в жанра съвременна поп музика на Националния телевизионен конкурс „Новите звезди на миналата година“. В 1996 г. заслугите на Тая са оценени и от държавата – тя получава званието Заслужена артистка на Украйна. През 1996 и 1998 тя побеждава в номинацията „Звездите на естрадата“ на общонационалната програма „Човек на годината“. В края на 1997 президентът на Украйна Леонид Кучма подписва указ и дава на Тая званието Народна артистка на Украйна. А октомври 1998 певицата получава орден „Свети Николай Чудотворец“. В това време същият орден получава и Майка Тереза. Таисия Повалий получава и още 3 ордена – „Слава на верността към отечеството“, „Свети Станислав“ и „Света Анна“.
Славата за Таисия Повалий идва късно – на 29 години. Причината е, че в началото тя се ориентира към джаза – нейната любима музика. Всички са знаели, че тя е звезда в джаза, но хитови песни не е имала. И когато в 1993 г. Игор Лихута запознава Тая с композитора Александър Яременко и той написва за нея песента „Панно Кохання“ (Госпожа Любов) – с тази песен творческата кариера на Тая се преобръща и тръгва устремно нагоре. Следват хит след хит, стотици спечелени конкурси. За нея творят звездите на украинската музика Игор Стецюк, Юрий и Евгений Рибчинский, Александр Злотник, Константин Меладзе, Генадий Крупник, Олег Харитонов, Валерия Серова, Лилия Остапенко, Николо Петраш и много други. А хитовете „Отпусти меня“ и „Ты далеко“ на Олга Ткач и Олег Макаревич, които Тая изпълнява в дует с Николай Басков, имат успех освен в собствената ѝ страна, и в Русия, Израел, Прибалтика, Германия, САЩ.

## Личен живот
С първия си съпруг Владимир Повалий (известен музикант, свири в държавния оркестър на Украйна) Тая живее 11 години – от 1982 до 1993 г. На 28 юни 1983 г. се ражда синът им Денис (също известен музикант и аранжор).
С Игор Лихута е заедно от 15 декември 1993 година.

## Дискография
- 1995 – Панно кохання
- 1997 – Я вас люблю
- 1999 – Сладкий грех
- 2000 – Буде Так
- 2001 – Чортополох
- 2001 – Чарівна скрипка
- 2002 – Одна – Єдина (с Йосиф Кобзон)
- 2002 – Птица вольная
- 2003 – Возвращаю
- 2003 – Українські пісенні перлини
- 2004 – Серденько
- 2005 – Отпусти меня (с Николай Басков)
- 2007 – За Тобой